# Нептун (радиолокационная станция)
«Нептун» — навигационная корабельная радиолокационная станция с антенным постом. Судовая навигационная РЛС «Нептун» предназначалась для установки на судах водоизмещением не менее 600 т.

## История создания
В конце 40-х годов были начаты работы по анализу и систематизации по советским и зарубежным радиолокационным комплексам для определения требований к радиотехническим системам кораблевождения. Испытания собственных РЛС показали высокую точность измерения дистанции и значительную расширительную возможность.
Разработка РЛС «Нептун» велась в ЦНИИ-49 («Гранит») в г. Ленинграде.После прохождения испытаний в Балтийском море и Финском заливе станция была принята на вооружение советского Военно-Морского Флота для установки на всех морских судах, включая промысловые и ледокольные и серийно производилась на заводе «Горизонт» в Ростове-на-Дону. РЛС «Нептун» отличалась продуманностью конструкции, высокой надежностью работы и прекрасной ремонтопригодностью. Несмотря на невысокие эксплуатационные характеристики ( низкая разрешительная способность и тд.) станция имела весьма положительные отзывы от судоводителей.
Максимальная дальность обзора станции — 120 кабельтовых (20 км) для цели типа «крейсер» и 50 кабельтовых (9 км) для цели типа «средний морской буй». Рабочий диапазон частот — 3,2 см.